# アイオワ郡 (アイオワ州)
アイオワ郡 (英: Iowa County) は、アメリカ合衆国アイオワ州に位置する郡である。人口は15,671人（2000年）。郡庁所在地はマレンゴである。

## 地理
アメリカ合衆国統計局によると、この郡は総面積1,521 km2 (587 mi2) である。このうち1,519 km2 (586 mi2) が陸地で2 km2 (1 mi2) が水地域である。総面積の0.15%が水地域となっている。

### 隣接する郡
- ベントン郡  (北)
- ジョンソン郡  (東)
- ワシントン郡  (南東)
- ケオクク郡  (南)
- ポウシーク郡  (西)

## 人口動勢
2000年国勢調査で、この郡は人口15,671人、6,163世帯、及び4,301家族が暮らしている。人口密度は10/km2 (27/mi2) である。4/km2 (11/mi2) の平均的な密度に6,545軒の住宅が建っている。この郡の人種的な構成は白人98.70%、アフリカン・アメリカン0.17%、先住民0.06%、アジア4.12%、太平洋諸島系0.03%、その他の人種0.36%、及び混血0.38%である。ここの人口の0.97%はヒスパニックまたはラテン系である。
この郡内の住民は26.40%が18歳未満の未成年、18歳以上24歳以下が6.30%、25歳以上44歳以下が27.80%、45歳以上64歳以下が22.40%、及び65歳以上が17.10%にわたっている。中央値年齢は39歳である。女性100人ごとに対して男性は95.00人である。18歳以上の女性100人ごとに対して男性は93.20人である。
この郡の世帯ごとの平均的な収入は41,222米ドルであり、家族ごとの平均的な収入は48,946米ドルである。男性は31,220米ドルに対して女性は24,652米ドルの平均的な収入がある。この郡の一人当たりの収入 (per capita income) は18,884米ドルである。人口の5.00%及び家族の3.40%は貧困線以下である。全人口のうち18歳未満の4.50%及び65歳以上の5.40%は貧困線以下の生活を送っている。

## 都市及び町
| - マレンゴ（郡庁所在地） - ノースイングリッシュ - ウィリアムズバーグ - Amana | - Ladora - Millersburg - Parnell - Victor |

### 郡区
- イングリッシュ郡区
- グリーン郡区
- ハートフォード郡区
- ヒルトン郡区
- アイオワ郡区
- リンカーン郡区
- マレンゴ郡区
- パイロット郡区
- サムナー郡区
- トロイ郡区
- ワシントン郡区
- ヨーク郡区
- ニューリバティ郡区